# سانتا اینز (کالیفرنیا)
سانتا اینز (به انگلیسی: Santa Ynez) یک منطقهٔ مسکونی در ایالات متحده آمریکا است که در شهرستان سانتا باربارا، کالیفرنیا واقع شده‌است. سانتا اینز ۱۳٫۳۲۱ کیلومتر مربع مساحت و ۴٬۴۱۸ نفر جمعیت دارد و ۱۸۵ متر بالاتر از سطح دریا واقع شده‌است.